# Ary Scheffer
Ary Scheffer (født 10. februar 1795 i Dordrecht, død 15. juni 1858 i Argenteuil ved Paris) var en fransk-hollandsk maler.
Scheffer var elev af sin fader maleren Johan Bernard Scheffer og af Pierre-Narcisse Guérin  i Paris. Tidlig moden og udstillede allerede i 12 års alderen  historiske billeder, drømmende og ubeslutsom udnyttede han ikke sine  læreår: han blev ikke, og blev det aldrig, herre over kunstens midler.  Hans farve er kraftløs; selv efter rejsen til Holland 1829, hvor han  studerede Rembrandt og fornyede sin kolorit med dennes clairobscur,  er farvevirkningen svag, ofte uheldig, og formgivningen er gerne løs.  Det er det indre sjæleliv, enkeltskikkelsernes subjektive følelse, det  elegiske, det indadvendte, smertefuldt bævende, der for ham er det  vigtigste. Og det er dette, der i sin tid skaffede ham det store ry. På  en måde bringer han germansk følelse ind i fransk kunst; Goethes Faust  inspirerede ham til en hel række værker. karakteristisk nok, er hans  følelseskilder mere digterværker end selve livet; billederne fra den  græske frihedskrig danner en undtagelse, og i disse digterillustrationer  er der megen følelse, megen sjælsrenhed, men også meget bristende og  megen sentimentalitet, som imidlertid betog franskmændene (Ernest Renan kalder Scheffer homme de cœur et de génie). Efter med en vis rørende sandhed at have malet tårefyldte små genrestykker (Soldatens Enke, Forældreløs etc.) stillede han sig afgjort i romantikernes række med Gaston de Foix (1826, Museum i Versailles). Her var — lidt uægte forceret —  forsøg i det franske romantiske maleris kraftige stil. I sine følgende  værker vedbliver han at være den fantasifulde romantiker, men på de  stille stier: Han maler Lenore (efter Gottfried August Bürger) 1831 (under stort bifald), Faust i sit Studerekammer og Margrete ved Rokken, Giaur (efter Lord Byron), Grev Eberhard (efter Friedrich Schiller, Louvre), Margrete i Kirken osv. Et vægtigt arbejde er Francesca de Rimini og Paolo (malet i tre versioner 1835, 1854 og 1855 efter Dante). Fra den tid træder det religiøse maleri i forgrunden, særlig kredsende om Kristus-skikkelsen.  Socialt interesseret som Scheffer var (ivrigt med i den orleanistiske  frihedsbevægelse), søger han at gøre Kristus almenmenneskelig, alle  synderes og lidendes ven, men i sin stræben efter åndighed strander han  her som så ofte på det overjordiskes uigengivelighed. Til hans mest  kendte religiøse arbejder hører Kristus Consolator (malet i to versioner 1837 og 1851) og Augustin og Moderen Monika (1846). Han har også malet en del portrætter. I Dordrecht er rejst en statue af Scheffer (1862,Joseph Mezzara); i samme bys museum en del tegninger og malerier af Scheffer.
Galleri
- Ary Scheffer, Lenore, 1831, Palais des beaux-arts de Lille
- Ary Scheffer, Kristus Consolator, 1851, Minneapolis Institute of Arts
- Ary Scheffer, Francesca de Rimini og Paolo, 1855, Louvre